# Marcha de las Mujeres de 2018
La Marcha de las Mujeres de 2018 celebrada el 20 de enero de 2018, en el primer aniversario de la Marcha de las Mujeres de 2017, fue una nueva marcha de protesta con concentraciones masivas coordinadas, atrayendo a cientos de miles de participantes, en cientos de ciudades, pueblos y suburbios en los Estados Unidos, con manifestaciones y protestas simultáneas en Canadá, el Reino Unido, Japón, Italia y otros países. Algunos de los mayores mítines en los Estados Unidos se llevaron a cabo en Nueva York, Washington, Los Ángeles, Dallas, Filadelfia, Chicago, San Francisco y Atlanta.

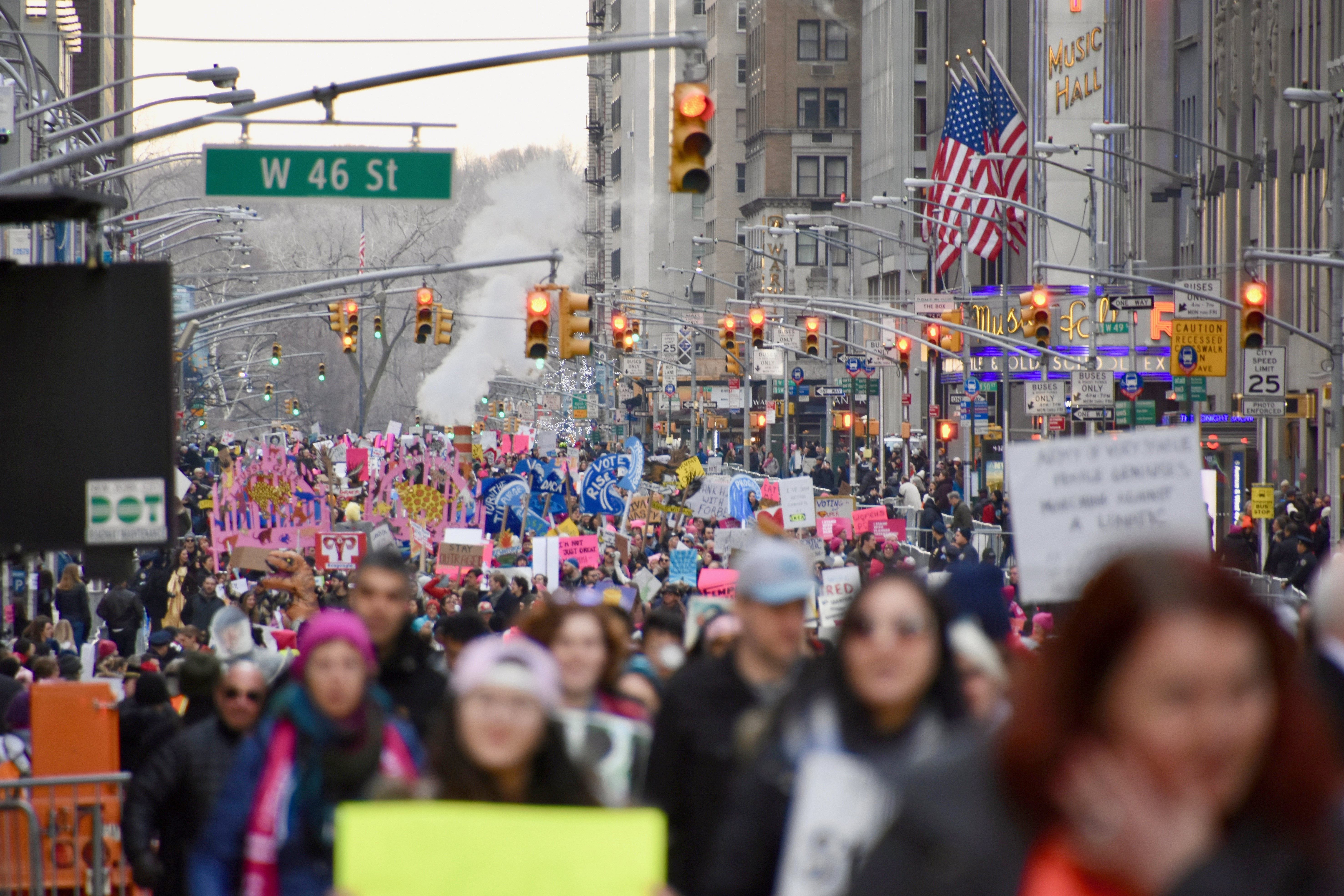
Marchas de las Mujeres de 2018 en la Ciudad de Nueva York

Para 2018, La Marcha de las Mujeres en Estados Unidos además protestar contra Donald Trump y las políticas de su administración, sobre "inmigración, salud, divisiones raciales" y otros temas, nuevos temas ganaron impulso incluyendo «poder a las urnas». El «Poder a las Urnas»  lleva un nuevo mensaje con el objetivo de aumentar la participación de los votantes a través de nuevos registros de votantes, alentando a más mujeres, como "fuertes defensoras de los derechos de las mujeres", a postularse para un cargo. En enero de 2018, el movimiento #MeToo se había convertido en una "fuerza de galvanización en muchos de los mítines". Women's March Global, bajo el lema "Mira hacia atrás, marcha hacia adelante", incluyó al menos 38 mítines en Canadá el 20 de enero con algunos en ciudades importantes como Toronto y Calgary, atrayendo a miles. La Marcha de las Mujeres planea realizar más eventos para el 21 de enero de 2018, incluido el lanzamiento de la gira nacional de registro de votantes en Las Vegas, un "estado clave en las elecciones legislativas de mitad de período de 2018". La marcha tuvo lugar el día posterior al cierre del gobierno federal cuando los senadores no pudieron alcanzar un "compromiso con respecto a un proyecto de ley de gastos a corto plazo o una propuesta de inmigración". El presidente Donald Trump dijo que era un "día perfecto para todas las mujeres para marchar" y que "estamos con ustedes todo el camino".

## Temas
Los participantes se manifestaron a favor de la igualdad, los derechos de las mujeres y en contra de las políticas y "pronunciamientos machistas" del presidente estadounidense. Entre los temas más frecuentes, estuvieron las críticas a las medidas migratorias y sanitarias impulsadas por Trump, las demandas por la igualdad de derechos de mujeres, inmigrantes y miembros de la comunidad LGTB y en contra de las agresiones sexuales.

### Poder a las Urnas
El 21 de enero, se celebró en Las Vegas una concentración masiva —«Power to the Polls», «Poder a las Urnas»—, con miles de participantes, que destacó el lanzamiento de la gira nacional de registro de votantes para obtener un millón de nuevos votantes registrados. El apoyo es cada vez mayor para que las candidatas más progresistas se muestren como fuertes defensoras de los derechos de las mujeres en todos los niveles del gobierno. Uno de los principales objetivos es modificar los resultados de las elecciones intermedias de 2018, como en Nevada, que se considera un estado "campo de batalla".
Desde la elección de Trump, con muchas de las políticas percibidas como dañinas para las mujeres, ha habido "un aumento sin precedentes de candidatas por primera vez, abrumadoramente demócratas, candidatas para cargos grandes y pequeños, desde el Senado de los EE. UU. y legislaturas estatales hasta juntas escolares locales". Solo en Virginia, según las encuestas legislativas estatales, 11 de los 15 demócratas recién elegidos eran mujeres. Catherine Cortez Masto ganó las elecciones al Senado de EE. UU. en Nevada, la primera mujer en representar Nevada y la primera latina en servir en el Senado. Se planearon más eventos para el 21 de enero de 2018, incluido el lanzamiento de la gira nacional de registro de votantes en Las Vegas. Nevada, entre otros asuntos, padeció el tiroteo de Las Vegas de 2017, "el tiroteo masivo más mortífero en la historia moderna de los Estados Unidos".

### Pussyhat o gorros rosa

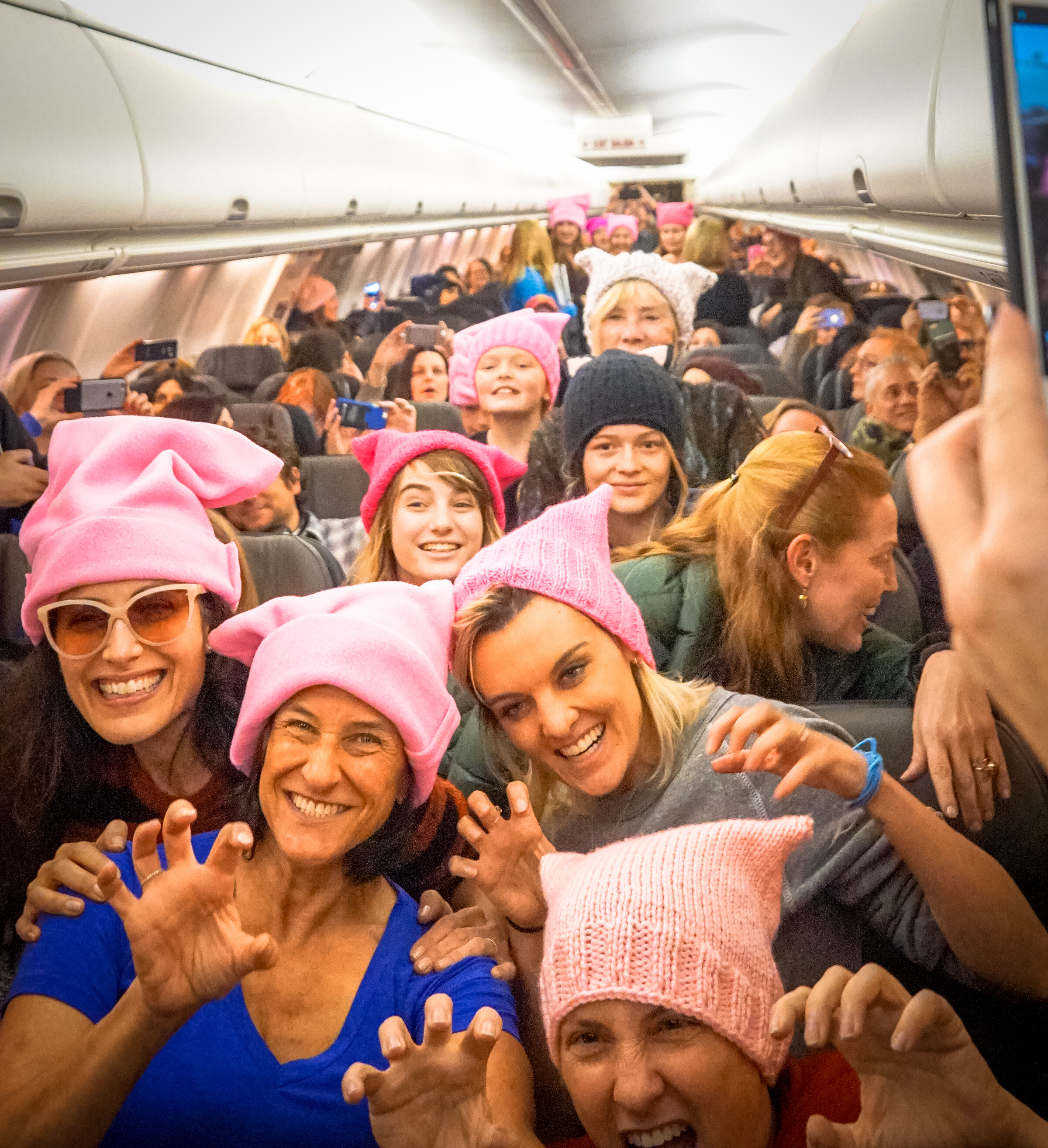
Algunas pasajeras con gorros rosas rumbo la manifestación de Washington D. C. de 2017

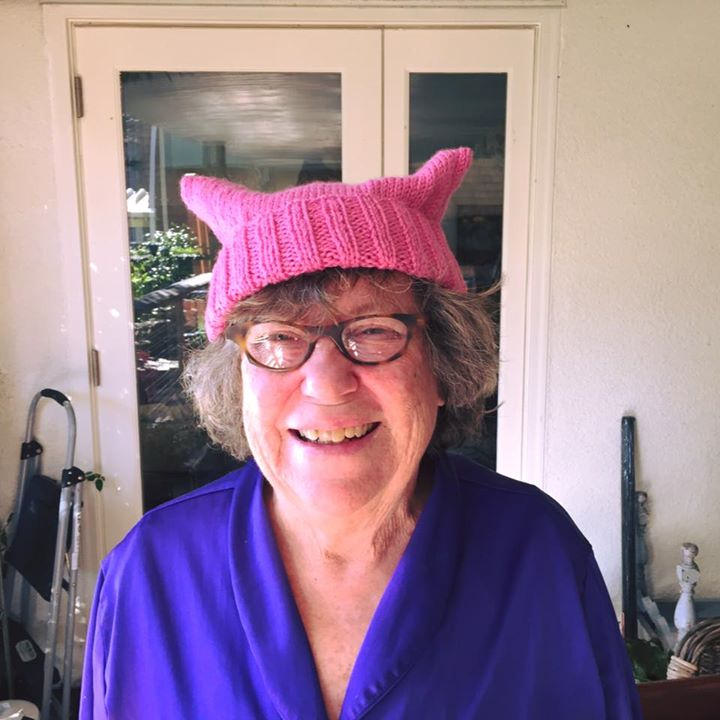
Una mujer que lleva un sombrero "Pussy"

Pussyhat es como le llaman en Estados Unidos a los gorros rosa con orejas de gato que, desde la posesión presidencial de Donald Trump, ganaron notoriedad. Un grupo muy numeroso de mujeres activistas convirtieron este accesorio en el símbolo de las manifestaciones femeninas contra el nuevo presidente de EE. UU. El nombre pussyhat hace referencia a los controvertidos comentarios de Donald Trump de 2005, cuando dijo "puedes hacer cualquier cosa a las mujeres", incluso "agarrarlas de la vagina". Trump usó el término pussy, que en inglés es un sinónimo vulgar de vagina, aunque pussy y pussycat también son términos afectivos para "gato", similares a "minino" en español. Las ciudades de Nueva York, Washington, Los Ángeles y Chicago acogieron las marchas más multitudinarias con la participación de miles de personas que portaron carteles reivindicativos y volvieron a llevar gorros y sombreros rosas como símbolo de las protestas.

## Participación
Alrededor de 250 marchas, mítines y acciones tuvieron lugar en el marco del "Fin de semana de las mujeres", como parte del aniversario de la Marcha de las Mujeres 2017. Los eventos en los Estados Unidos fueron organizados por Women's March bajo el título "Power to the Polls" y los eventos internacionales están siendo organizados por Women's March Global bajo el título "Look Back, March Forward".

## Respuesta presidencial
El día de la marcha, el presidente Donald Trump escribió en Twitter: "Un clima hermoso en todo nuestro gran país, un día perfecto para todas las mujeres hasta marzo. Salga ahora para celebrar los hitos históricos y el éxito económico sin precedentes y la creación de riqueza que ha tomado lugar en los últimos 12 meses. ¡El desempleo femenino más bajo en 18 años!" 

## Galería de las Protestas

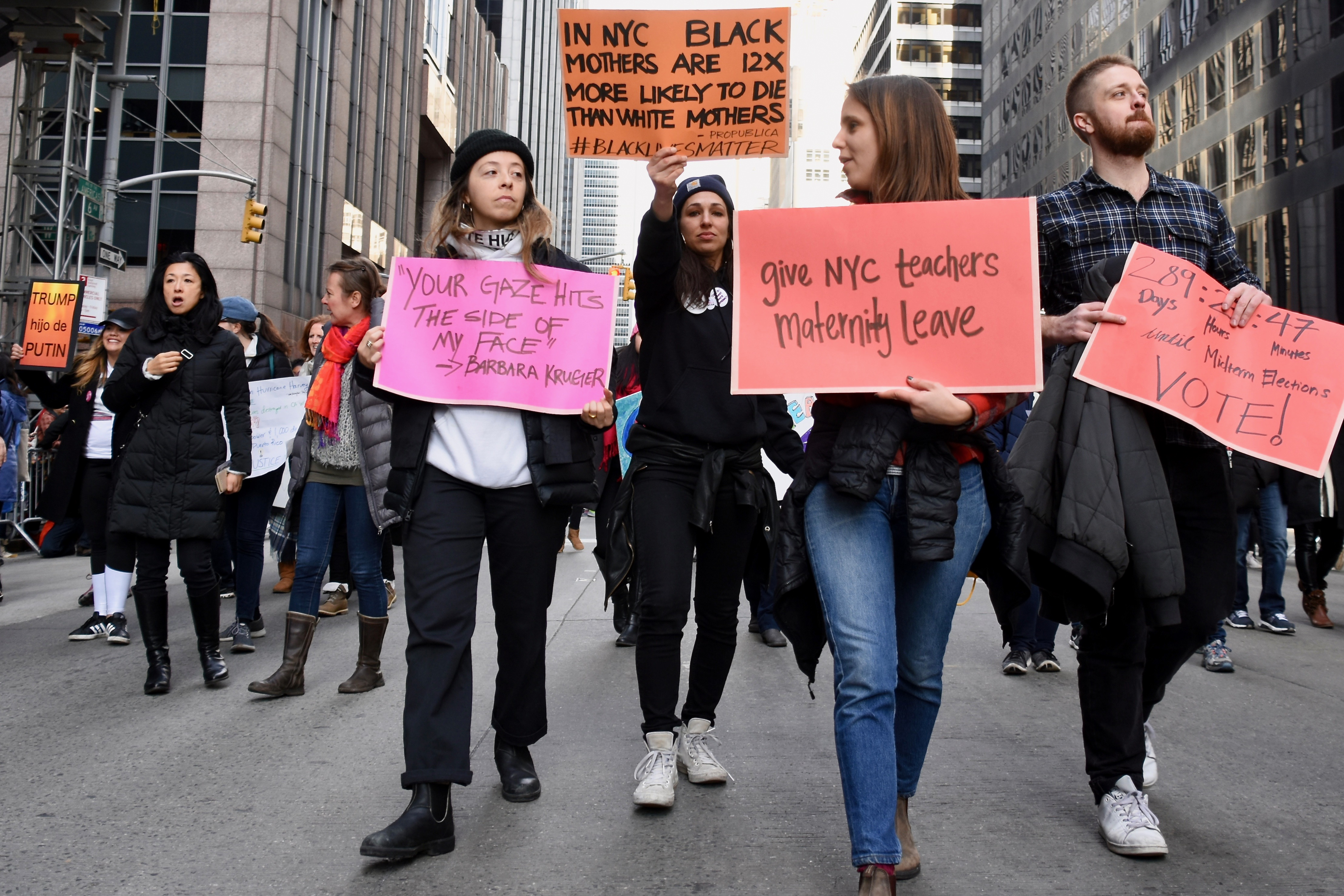
New York City, New York
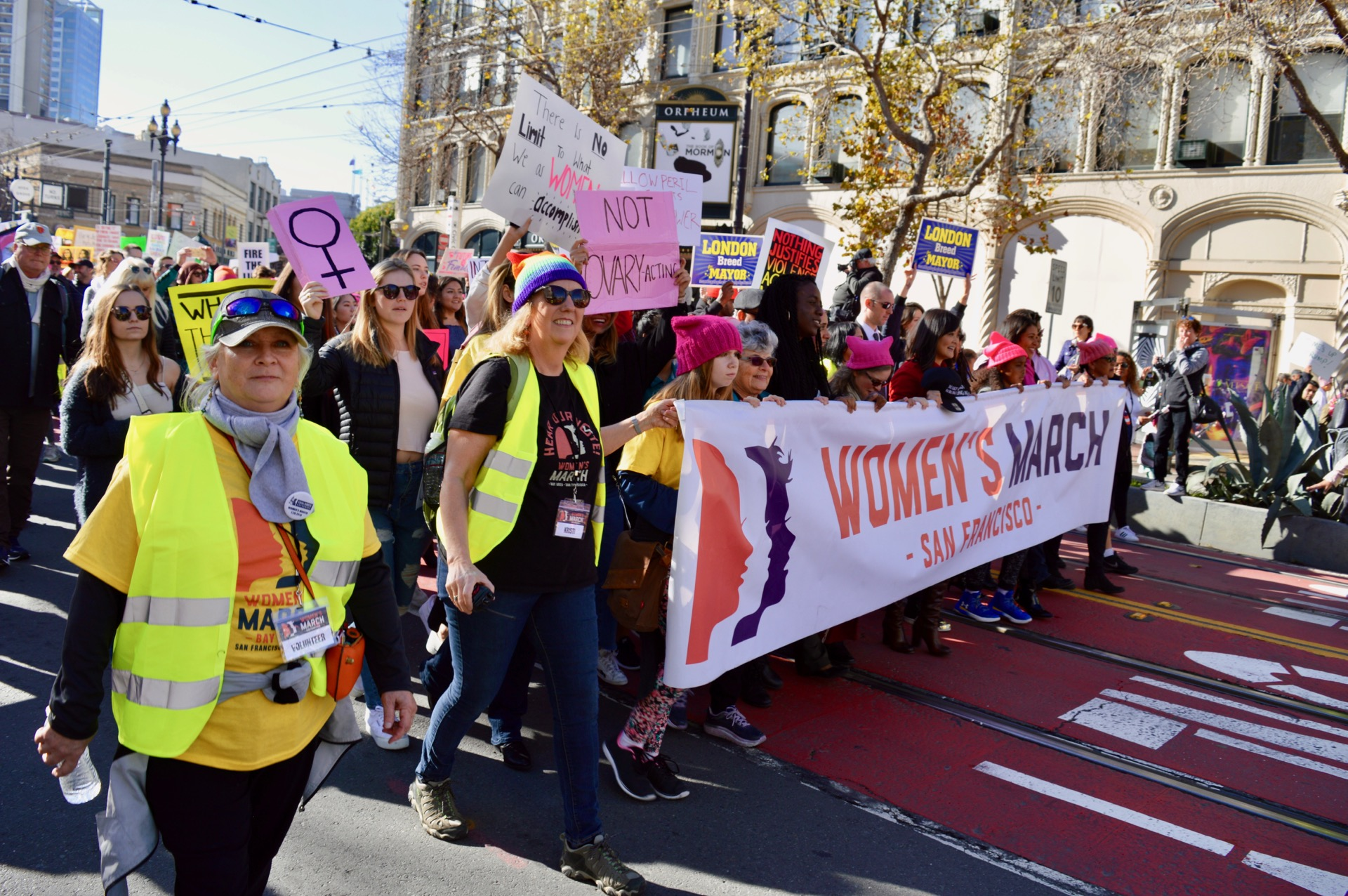
San Francisco, California
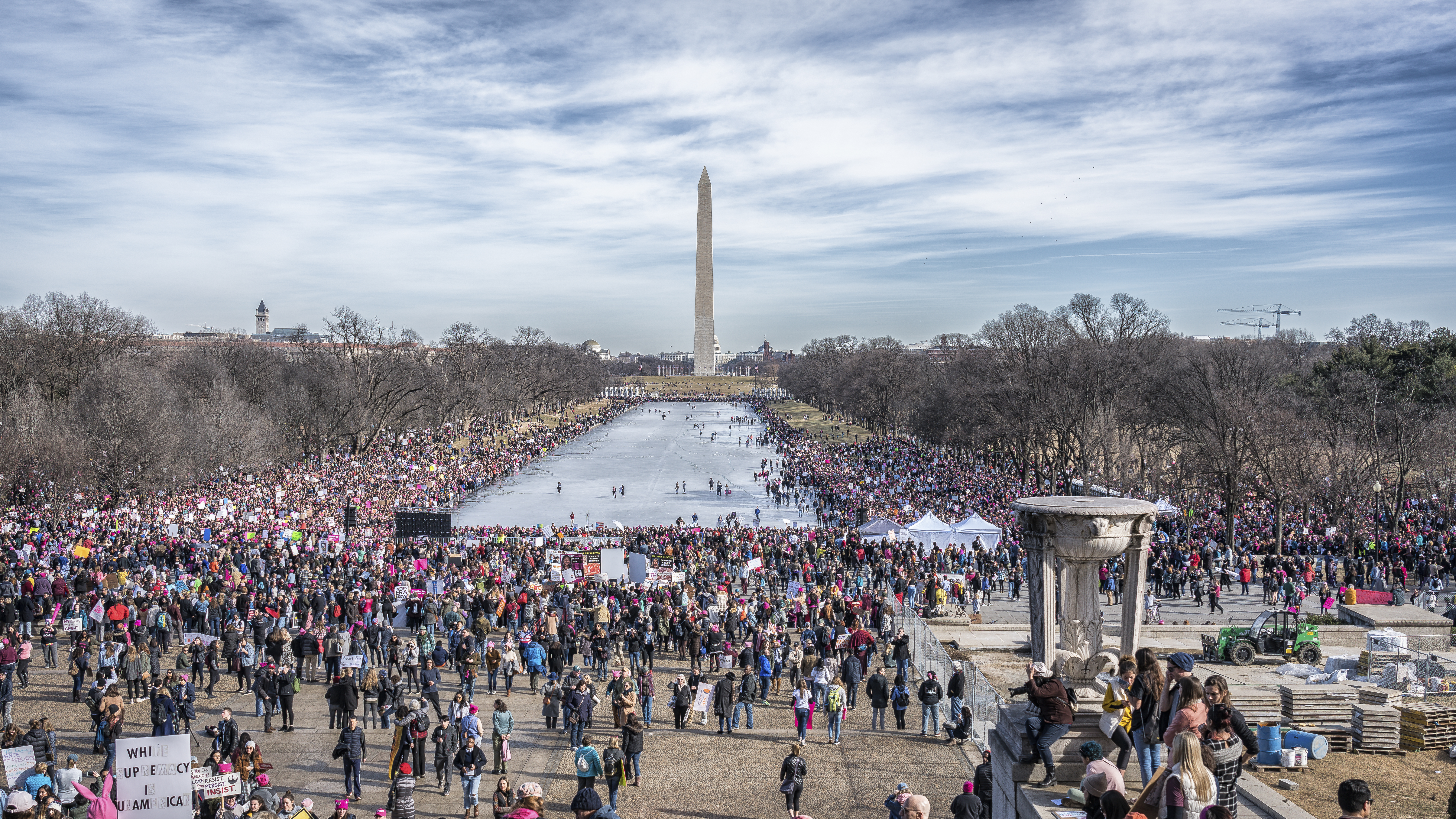
Washington, D.C.